# Seznam písem (podle skupin)
Tento seznam písem je řazený podle číselného kódu ISO 15924 a seskupený do skupin definovaných tamtéž.
Za názvem každého písma je v závorce jeho abecední i číselný kód.

## Hieroglyfická písma
- Klínové písmo obecně
- Sumero-akkadské klínové písmo (Xsux 020)
- Egyptské hieroglyfy (Egyp 050)
- Egyptské hieratické písmo (Egyh 060)
- Egyptské démotické písmo (Egyd 070)
- Mayské hieroglyfy (Maya 090)

## Abecedy píšící zprava doleva
- Meroitické písmo (Mero 100)
- Staroperské klínové písmo (Xpeo 105)
- Fénické písmo (Phnx 115)
- Berberské písmo (Tifinagh) (Tfng 120)
- Hebrejské písmo (Hebr 125)
- Aramejské písmo (Aram 130)
- Syrské písmo (Syrc 135)
- Syrské písmo (východní varianta) (Syrn 136)
- Syrské písmo (západní varianta) (Syrj 137)
- Syrské písmo (varianta estrangelo) (Syre 138)
- Mandejské písmo (Mand 140)
- Mongolské písmo (Mong 145)
- Pahlaví (Palv 150)
- Avesta (Aves 151)
- Arabské písmo (Arab 160)
- Thaana (Thaa 170)
- Orchonské písmo (Orkh 175)
- Staromaďarské písmo (Hung 176)

## Abecedy píšící zleva doprava
- Řecké písmo (Grek 200)
- Gotické písmo (Goth 206)
- Etruské písmo (Ital 210)
- Runové písmo (Runr 211)
- Ogham (Ogam 212)
- Latinka (Latn 215)
- Latinka (gaelská varianta) (Latg 216)
- Latinka (fraktura) (Latf 217)
- Cyrilice (Cyrl 220)
- Cyrilice (staroslověnská varianta) (Cyrs 221)
- Hlaholice (Glag 225)
- Staropermské písmo (Perm 227)
- Arménské písmo (Armn 230)
- Gruzínské písmo (asomtavruli) (Geoa 240)
- Gruzínské písmo (nuschuri) (Geon 241)
- Gruzínské písmo (mchedruli) (Geor 242)
- Deseret (mormonské písmo) (Dsrt 250)
- Osmanské písmo (Osma 260)
- Viditelná řeč (Visp 280)
- Shaw (Shaw 281)
- Pollardova fonetická abeceda (Plrd 282)
- Bopomofo (Bopo 285)
- Hangul (Korejské písmo) (Hang 286)
- Tengwar (Teng 290)
- Cirth (Cirt 291)
- Ugaritské klínové písmo (Xuga 106)

## Bráhmí a písma zněj odvozená
- Bráhmí (Brah 300)
- Kháróští (Khar 305)
- Gurmukhí (Guru 310)
- Devanágarí (Deva 315)
- Gudžarátí (Gujr 320)
- Bengálské písmo (Beng 325)
- Urijské písmo (Orya 327)
- Tibetské písmo (Tibt 330)
- Lepčské písmo (Lepc 335)
- Telužské písmo (Telu 340)
- Kannadské písmo (Knda 345)
- Tamilské písmo (Taml 346)
- Malajálamské písmo (Mlym 347)
- Sinhálské písmo (Sinh 348)
- Barmské písmo (Mymr 350)
- Thajské písmo (Thai 352)
- Khmerské písmo (Khmr 354)
- Laoské písmo (Laoo 356)
- Kayah li (Kali 357)
- Čam (Cham 358)
- Jávské písmo (Java 360)
- Batacké písmo (Batk 365)
- Buginské písmo (Bugi 367)
- Tagalské písmo (Tglg 370)
- Hanunóo (Hano 371)
- Buhid (Buhd 372)
- Tagbanwa (Tagb 373)

## Slabičná písma
- Lineární písmo A (Lina 400)
- Lineární písmo B (Linb 401)
- Kypersko-mínojské písmo (Cpmn 402)
- Kyperské slabičné písmo (Cprt 403)
- Hiragana (Hira 410)
- Katakana (Kana 411)
- Směs Hiragany a Katakany (Hrkt 412)
- Etiopské písmo (Ethi 430)
- Slabičné písmo kanadských domorodců (Cans 440)
- Čerokí (Cher 445)
- Hmongské písmo (Hmng 450)
- Yi (Yiii 460)
- Vai (Vaii 470)

## Ideografická písma
- Čínské znaky (Hanzi) (Hani 500)
- Bliss systém (Blis 550)
- Braillovo písmo (Brai 570)

## Nerozluštěná písma
- Faistos (Phst 600)
- Harappské písmo (Inds 610)
- Rongorongo (Roro 620)

## Jiné
- Směs Hiragany, Katakany a Kandži (Jpan 930)